# Грохольский, Владимир Мечиславович
Граф Владимир Мечиславович Грохольский (пол. Włodzimierz Józef Maurycy  Grocholski; 1 сентября 1857, Грицев, ныне в Шепетовском районе, Хмельницкой области, — 3 июля 1914, Франкфурт-на-Майне) — помещик, член Государственной думы Российской империи I созыва от Волынской губернии.

## Биография
Польский дворянин из старинного аристократического рода. Отец — Мечислав Грохольский (1817—1891), мать — Стефания Грохольская (урождённая Гижицкая герба Гоздава (1817—1891). По одним сведениям, выпускник Каменец-Подольской гимназии, по другим — в 1876 году окончил гимназию в Кальксбурге под Веной, а затем в 1878 для получения российского аттестата окончил гимназию в Митаве. После чего поступил в Дерптский университет на юридический факультет, затем перешёл на тот же факультет Киевского университета, который и окончил. Грохольский владел землями в Изяславском уезде Волынской губернии. Вернувшись в своё имение в Грицеве, он вошел в Киевское Сельскохозяйственное Товарищество, сначала как член управления, а с 1905 года как его вице-председатель.
В 1903 году вместе с другими польскими землевладельцами он основал конспиративную организацию, которая так и называлась «Zrzeszenie» (Организация), её целью была защита культурных и материальных интересов поляков на Украине. В 1907 году предпринял неудачную попытку легализовать «Zrzeszenie».
В 1905 году получил разрешение на издание «Dzennika Kijowskiego» («Киевского дневника»). На подготовку первого номера газеты ушло полгода. Необходимо было почти все привезти из Царства Польского, начиная от и шрифтов, кончая самими наборщиками. В декабре 1905 года был организован редакционный Комитет, который возглавил Грохольский. Первый номер «Киевского Дневника» вышел 1 февраля 1906 года.
15 апреля 1906 избран в Государственную думу Российской империи I созыва от общего состава выборщиков Волынского губернского избирательного собрания. Автономист, состоял в группе Западных окраин. В работе думских комиссий и в парламентских прениях не участвовал.
Вначале 1909 года был вынужден уехать за границу из-за проблем со здоровьем.

## В воспоминаниях современников
А. Ф. Кони вспоминал о встрече с Горохольским во второй половине июля 1906 года, вскоре после разгона Думы у лидера мирно-обновленцев Гейдена:

 К нему вошёл бывший депутат Думы граф Грохольский, красивый атлетический поляк, прекрасно говорящий по-русски и, очевидно, отлично образованный. По его словам, настроение в Западном крае и Польше крайне приподнятое. Польская интеллигенция Западного края, увидевшая, что от Думы ждать нечего, так как это было собранием полудиких безумцев, распущение которых являлось настоятельною необходимостью, возлагает все надежды на правительство и на то, что оно пойдет либеральным путём, опираясь исключительно на законы и отменив все без исключения циркуляры. В Варшаве необходимо передать управление в руки местных поляков, сменив генерал-губернатора и управляющего его канцелярией Ячевского. Эти выборные не были бы вынуждены, как ныне лучшие представители польского общества, вести войну на два фронта: в качестве националистов против русского правительства и в качестве здравомыслящих людей против социалистов, стремящихся ввергнуть Польшу в гражданскую войну. Они быстро справились бы с последним движением, заставив сразу население почувствовать над собою власть, тогда как теперь русское правительство её окончательно выпустило из рук. <…> Что касается до еврейского вопроса, то гр. Грохольский, очевидно, далеко отходя в сторону от программы обновленцев, доказывал нам, что полная эмансипация евреев желательна для освобождения от них. "Снимите,— говорил он, — все ограничения с евреев, и через пять лет их больше не будет: их всех вырежут. <…> ". Итак, мешая ненависть к русскому правительству с кровожадными шутками по отношению к евреям, гр. Грохольский продолжал отшучиваться и на заявление гр. Гейдена о том, что обновленцы, будучи противниками автономии Польши, готовы, однако, дать ей полную свободу от России <…>.

## Семья
- Сестра — Софья (1846—1922) замужем за Винцентом Шемиотом (Wincenty Szemiot h. Łabędź (1839—1918)[4]
- Сестра — Михалина (1850—1868) замужем за Михалом Орловским (Michał Orłowski, 1819—1883)[4]
- Сестра — Ядвига (1850—1874)[4]
- Сестра — Мария (1850—1880)[4]
- Брат — Стефан (1850—?), женат на Ольге Швейковской (1850—?)[5]